# Лас (грузинська літера)
Ласі (ლასი, [lasi]) — одинадцята літера грузинської абетки.
Приголосна літера. Вимовляється як [ л(ь) ] (МФА /l/). За міжнародним стандартом ISO 9984 транслітерується як l.

## Історія
| Асомтаврулі | Нусхурі | Мхедрулі |
| ----------- | ------- | -------- |
|             |         |          |

## Юнікод
- Ⴊ : U+10AA
- ლ : U+10DA